# Kryvyi Rih
Kryvyi Rih (tiếng Ukraina: Кривий ріг) là một thành phố nằm trong tỉnh Dnipropetrovsk của Ukraina. Thành phố Kryvyi Rih có diện tích 431 km2, dân số theo điều tra thời điểm năm 2022 là 603.904 người. Đây là thành phố lớn thứ 8 tại Ukraina.

## Những người nổi tiếng tại đây
Volodymyr Zelenskyy sinh năm 1978, Tổng thống hiện tại của Ukraina.
Olena Zelenska, Đệ nhất phu nhân Ukraina và là vợ của Tổng Thống Zelenskyy.
Palvo Lazarenko, Thủ Tướng thứ 5 của Ukraina năm 1996-97.

## Khí hậu
| Dữ liệu khí hậu của Kryvyi Rih          | Dữ liệu khí hậu của Kryvyi Rih | Dữ liệu khí hậu của Kryvyi Rih | Dữ liệu khí hậu của Kryvyi Rih | Dữ liệu khí hậu của Kryvyi Rih | Dữ liệu khí hậu của Kryvyi Rih | Dữ liệu khí hậu của Kryvyi Rih | Dữ liệu khí hậu của Kryvyi Rih | Dữ liệu khí hậu của Kryvyi Rih | Dữ liệu khí hậu của Kryvyi Rih | Dữ liệu khí hậu của Kryvyi Rih | Dữ liệu khí hậu của Kryvyi Rih | Dữ liệu khí hậu của Kryvyi Rih | Dữ liệu khí hậu của Kryvyi Rih |
| Tháng                                   | 1                              | 2                              | 3                              | 4                              | 5                              | 6                              | 7                              | 8                              | 9                              | 10                             | 11                             | 12                             | Năm                            |
| --------------------------------------- | ------------------------------ | ------------------------------ | ------------------------------ | ------------------------------ | ------------------------------ | ------------------------------ | ------------------------------ | ------------------------------ | ------------------------------ | ------------------------------ | ------------------------------ | ------------------------------ | ------------------------------ |
| Cao kỉ lục °C (°F)                      | 13.0 (55.4)                    | 18.9 (66.0)                    | 23.5 (74.3)                    | 31.8 (89.2)                    | 35.8 (96.4)                    | 36.4 (97.5)                    | 38.6 (101.5)                   | 39.6 (103.3)                   | 32.2 (90.0)                    | 31.7 (89.1)                    | 21.7 (71.1)                    | 15.3 (59.5)                    | 39.6 (103.3)                   |
| Trung bình ngày tối đa °C (°F)          | −0.2 (31.6)                    | 0.6 (33.1)                     | 7.3 (45.1)                     | 15.6 (60.1)                    | 22.0 (71.6)                    | 25.2 (77.4)                    | 28.7 (83.7)                    | 28.9 (84.0)                    | 21.8 (71.2)                    | 13.9 (57.0)                    | 7.8 (46.0)                     | 0.7 (33.3)                     | 14.4 (57.9)                    |
| Trung bình ngày °C (°F)                 | −3.5 (25.7)                    | −3.1 (26.4)                    | 1.9 (35.4)                     | 9.6 (49.3)                     | 15.9 (60.6)                    | 19.5 (67.1)                    | 21.8 (71.2)                    | 21.2 (70.2)                    | 15.6 (60.1)                    | 9.1 (48.4)                     | 2.3 (36.1)                     | −2.1 (28.2)                    | 9.0 (48.2)                     |
| Tối thiểu trung bình ngày °C (°F)       | −5.5 (22.1)                    | −5.4 (22.3)                    | −0.9 (30.4)                    | 4.3 (39.7)                     | 10.5 (50.9)                    | 14.1 (57.4)                    | 16.9 (62.4)                    | 16.3 (61.3)                    | 11.1 (52.0)                    | 5.2 (41.4)                     | 1.5 (34.7)                     | −4.4 (24.1)                    | 5.3 (41.5)                     |
| Thấp kỉ lục °C (°F)                     | −27.2 (−17.0)                  | −27.3 (−17.1)                  | −21.0 (−5.8)                   | −8.9 (16.0)                    | −1.6 (29.1)                    | 2.8 (37.0)                     | 7.3 (45.1)                     | 5.0 (41.0)                     | −3.7 (25.3)                    | −10.0 (14.0)                   | −18.6 (−1.5)                   | −24.5 (−12.1)                  | −27.3 (−17.1)                  |
| Lượng Giáng thủy trung bình mm (inches) | 30 (1.2)                       | 30 (1.2)                       | 24 (0.9)                       | 28 (1.1)                       | 45 (1.8)                       | 62 (2.4)                       | 59 (2.3)                       | 32 (1.3)                       | 38 (1.5)                       | 37 (1.5)                       | 31 (1.2)                       | 28 (1.1)                       | 444 (17.5)                     |
| Nguồn: Pogoda.ru.net                    |                                |                                |                                |                                |                                |                                |                                |                                |                                |                                |                                |                                |                                |